# Brandon Schuster
Brandon Schuster (Figi, 23 aprile 1998) è un nuotatore samoano.

## Carriera
Detentore di numerosi record nazionali, Schuster si affaccia alle competizioni internazionali nel 2012, all'età di 14 anni, prendendo parte a 10 eventi all'interno dei Mondiali vasca corta di Istanbul. Tra le varie gare internazionali vi è la partecipazione ai Giochi olimpici di Rio de Janeiro 2016 nei 200 metri stile libero, senza avanzare alle semifinali. Ha rappresentato Samoa anche in occasione dei Giochi del Commonwealth del 2014 e del 2018. A livello continentale è vincitore di numerose medaglie tra campionati oceaniani e Giochi del Pacifico.

## Palmarès
| Anno | Manifestazione       | Sede         | Evento             | Risultato | Prestazione |
| ---- | -------------------- | ------------ | ------------------ | --------- | ----------- |
| 2015 | Giochi del Pacifico  | Port Moresby | 400 m misti        | Argento   | 4'39"29     |
| 2015 | Giochi del Pacifico  | Port Moresby | 200 m dorso        | Bronzo    | 2'14"61     |
| 2016 | Campionati oceaniani | Suva         | 400 m misti        | Bronzo    | 4'36"13     |
| 2018 | Campionati oceaniani | Port Moresby | 200 m misti        | Bronzo    | 2'07"04     |
| 2018 | Campionati oceaniani | Port Moresby | 400 m misti        | Argento   | 4'30"32     |
| 2019 | Giochi del Pacifico  | Apia         | 200 m misti        | Argento   | 2'05"54     |
| 2019 | Giochi del Pacifico  | Apia         | 400 m misti        | Oro       | 4'24"04     |
| 2019 | Giochi del Pacifico  | Apia         | 200 m rana         | Bronzo    | 2'18"26     |
| 2019 | Giochi del Pacifico  | Apia         | 200 m dorso        | Oro       | 2'08"48     |
| 2019 | Giochi del Pacifico  | Apia         | 400 m stile libero | Bronzo    | 4'03"22     |